# Asa Griggs Candler
Asa Griggs Candler (Villa Rica, 30 dicembre 1851 – Atlanta, 12 marzo 1929) è stato un imprenditore statunitense.
Dal 1917 al 1919 fu sindaco di Atlanta. Il Campo Candler su cui sorge l'attuale aeroporto internazionale Hartsfield-Jackson prende il nome in suo onore.

## Biografia
Asa nacque a Villa Rica, in Georgia. Iniziò la sua carriera di uomo d'affari come proprietario di una farmacia e brevettatore di medicinali. Nel 1887 acquistò la formula della Coca-Cola dal suo inventore, John Pemberton, e dagli altri detentori dei diritti per 2 300 dollari. Il 29 gennaio 1892 fondò la The Coca-Cola Company. Il successo della Coca-Cola si deve soprattutto all'abilità e all'aggressività che egli mostrò nel propagandarla con abili operazioni di marketing e pubblicità su ampia scala.
Divenne milionario grazie a queste manovre e ciò gli permise di fondare la Central Bank e la Trust Company, investire nel settore immobiliare e divenire uno dei maggiori filantropi della chiesa metodista. Donò un milione di dollari e un terreno all'Emory University, che a quel tempo era un collegio metodista, affinché l'ateneo potesse trasferirsi da Oxford ad Atlanta; la donazione gli fu suggerita dal fratello minore Warren Akin Candler, anch'egli metodista, che in seguito divenne presidente dell'Emory. La biblioteca originale della scuola, che ora ospita aule e sale di lettura, è intitolata a lui così come l'endowed chairs del dipartimento di chimica. In seguito donò diversi milioni di dollari per l'ospedale e terreni per la città.

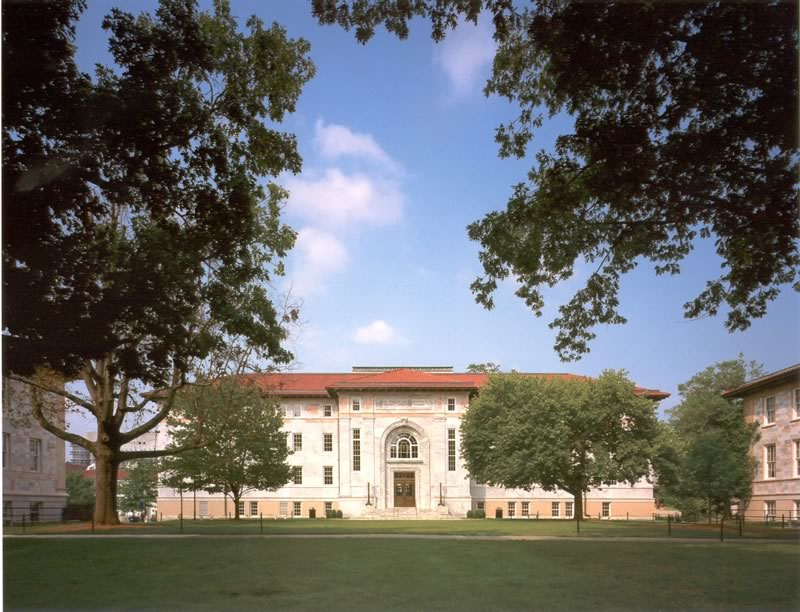
La biblioteca Candler

Nel 1906 completò la costruzione del più alto edificio di Atlanta, il grattacielo Candler. Nel 1916 divenne sindaco della città e concluse la sua gestione quotidiana della Coca-Cola. In qualità di sindaco gestì il bilancio del comune e coordinò gli sforzi per la ricostruzione dopo il grande incendio del 1917 che distrusse oltre millecinquecento abitazioni. Nel 1919 trasferì al figlio la maggior parte della proprietà della Coca-Cola, in seguito venduta a una cordata d'investitori capeggiata da Ernest Woodruff. Nel 1922 donò alla città più di cinquanta acri di terreno della zona di Druid Hills che divennero il parco Candler. Nel 1926 fu colpito da ictus e morì il 12 marzo del 1929. Fu tumulato nel cimitero di Westview.